# منتخب نيبال تحت 17 سنة لكرة القدم
منتخب نيبال تحت 17 سنة لكرة القدم (بالنيبالية: नेपाल राष्ट्रिय अण्डर-१७ फुटबल टिम) هو ممثل نيبال الرسمي في المنافسات الدولية في كرة القدم في فئة كرة قدم تحت 17 سنة للرجال، يديريه اتحاد نيبال لكرة القدم.